# تمپلتون (کالیفرنیا)
تمپلتون (به انگلیسی: Templeton) یک منطقهٔ مسکونی در ایالات متحده آمریکا است که در شهرستان سن لوییز اوبیسپو، کالیفرنیا واقع شده‌است. تمپلتون ۲۰٫۱۱۵ کیلومتر مربع مساحت و ۷٬۶۷۴ نفر جمعیت دارد و ۲۴۶ متر بالاتر از سطح دریا واقع شده‌است.